# Jurko Bohun

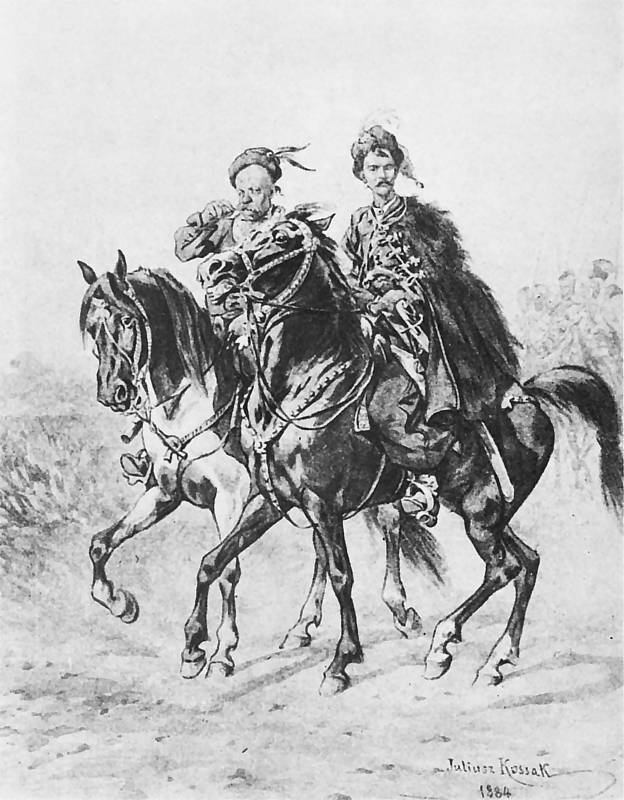
Zagłoba i Bohun. Akwarela Juliusza Kossaka z 1884 do Trylogii Sienkiewicza

Jurko Bohun – postać literacka w powieści Ogniem i mieczem Henryka Sienkiewicza, wzorowana na pułkowniku kozackim Iwanie Bohunie.
Bohun był Kozakiem, przyjacielem Kurcewiczów, zakochanym w Helenie Kurcewiczównie. Gdy dowiedział się o obietnicy wydania jej za Jana Skrzetuskiego, napadł na Rozłogi, gdzie mieszkała, zabijając kniahinię Kurcewiczową i jej dwóch synów. Z pomocą Zagłoby Helena jednak uciekła. Ukryła się w Barze, skąd porwał ją Bohun i uwięził w jarze u czarownicy Horpyny. Po tym wydarzeniu Bohun został wysłany przez Bohdana Chmielnickiego jako poseł do króla Jana Kazimierza do Warszawy, w drodze do której wyzwał na pojedynek Michała Wołodyjowskiego. Przegrał i został ciężko ranny. Pielęgnowany przez Rzędziana, wyjawił mu, gdzie ukrył Helenę. Pachołek zdradził go i wydał komendantowi Regowskiemu, który z kolei, ze względu na osobistą niechęć do Skrzetuskiego, uwolnił Kozaka. Następnie Bohun udał się pod Zbaraż, gdzie Chmielnicki oblegał zamek. Gdy dowiedział się o zawarciu pokoju, szaleńczo ruszył na chorągwie Jeremiego Wiśniowieckiego. Został wzięty w niewolę i ofiarowany Skrzetuskiemu, który zwrócił mu wolność. Brał udział w bitwie pod Beresteczkiem, pod koniec której dowodził wojskami zaporoskimi pod nieobecność Chmielnickiego. Gdy powstanie Chmielnickiego upadło, odbudował Rozłogi i osiedlił się tam.
W ekranizacji powieści w postać Bohuna wcielił się rosyjski aktor Aleksandr Domogarow, któremu głosu użyczył Jacek Rozenek.
Kozacki pułkownik Bohun jest również jednym z bohaterów książki Jacka Komudy Bohun, opowiadającej o ostatniej próbie podpisania ugody polsko-kozackiej i klęsce wojsk Rzeczypospolitej w bitwie pod Batohem w 1652 r.

Henryk Sienkiewicz w Ogniem i mieczem scharakteryzował Bohuna następująco: 

Ślepcy śpiewali o Bohunie pieśni po jarmarkach i karczmach, na wieczornicach opowiadano dziwy o młodym watażce. Kto on był, skąd się wziął, nikt nie wiedział. To pewna, że kolebką były mu stepy, Dniepr, porohy i Czertomelik ze swoim labiryntem cieśnin, zatok, kołbani, wysp, skał, jarów i oczeretów. Od wyrostka zżył się i zespolił z tym dzikim światem. Czasu pokoju chodził z innymi „za rybą i zwierzem”, tłukł się po zakrętach Dnieprowych, brodził po bagniskach i oczeretach wraz z gromadą półnagich towarzyszów – to znów całe miesiące spędzał w głębinach leśnych. Szkołą były mu wycieczki na Dzikie Pola po trzody i tabuny tatarskie, zasadzki, bitwy, wyprawy przeciw brzegowym ułusom, do Białogrodu, na Wołoszczyznę lub czajkami na Czarne Morze. Innych dni nie znał, jak na koniu, innych nocy, jak przy ognisku na stepie. Wcześnie stał się ulubieńcem całego Niżu, wcześnie sam zaczął wodzić innych; i wkrótce odwagą wszystkich przewyższył. Gotów był w sto koni iść choćby do Bakczysaraju i samemu chanowi zaświecić w oczy pożogą; palił ułusy i miasteczka, wycinał w pień mieszkańców, schwytanych murzów rozdzierał końmi, spadał jak burza, przechodził jak śmierć. Na morzu rzucał się jak wściekły na galery tureckie. Zapuszczał się w środek Budziaku, właził, jak mówiono, w paszczę lwa. Niektóre jego wyprawy były wprost szalone. Mniej odważni, mniej ryzykowni konali na palach w Stambule lub gnili przy wiosłach na tureckich galerach – on zawsze wychodził zdrowo z i łupem obfitym. [...] Ze wszystkich watażków on jeden najlepiej uosabiał Kozaka-rycerza, dlatego też pieśń wybrała go sobie na kochanka, a imię jego rozsławiło się na całej Ukrainie.